# Дегтяренко, Владимир Николаевич
Владимир Николаевич Дегтяренко (укр. Володимир Миколайович Дегтяренко; род. 5 апреля 1982, Лутугино, Ворошиловградская область, Украинская ССР) — государственный деятель непризнанной Луганской Народной Республики, депутат I и II созывов Народного Совета ЛНР, с 1 апреля 2016 года до 21 декабря 2017 года председатель Народного Совета.

## Биография
Родился 5 марта 1982 года в городе Лутугино (Луганская область).
В 1999 году окончил Лутугинскую СШ № 2. В 2004 году окончил ДГМИ в Алчевске по специальности «промышленное и гражданское строительство». В 2011 году окончил ДГТУ по специальности «экономика предприятия». Работал в промышленности, предпринимательстве, органах государственной власти.
С начала вооружённого конфликта на востоке Украины был активным сторонником «Русской весны» и проведения референдума в Луганской Народной Республике. 18 мая 2014 года был избран депутатом первого созыва Народного Совета Луганской Народной Республики. Весь период боевых действий лета 2014 года находился в Луганске, занимался депутатской и гуманитарной деятельностью, из города не выезжал даже в период окружения Луганска в августе 2014 года.
В первые дни сентября 2014 года приехал из Луганска в город Лутугино, ввиду отсутствия руководства в городе, возглавил Лутугинский район и город. В этом же месяце депутаты района официально назначили Владимира Дегтяренко председателем Лутугинского райсовета.
2 ноября 2014 года был избран депутатом Народного Совета ЛНР от общественного движения «Мир Луганщине», в связи с этим подал в отставку с поста руководителя Лутугинского района, на его место был назначен гражданин России Егор Русский.
С 1 апреля 2016 года председатель Народного Совета Луганской Народной Республики, а также утверждён заместителем председателя Общественного Движения «Мир Луганщине» по работе с Народным Советом ЛНР.
21 декабря 2017 года был единогласно, 33 присутствующими депутатами, освобождён от должности председателя Народного Совета ЛНР.

## Деятельность в парламенте ЛНР
Активно участвовал в законотворческой деятельности, возглавлял комитет Народного Совета по природным и земельным ресурсам. Внёс свыше 10 законодательных актов на рассмотрение в парламент.

## Личная жизнь
Женат, воспитывает дочь и сына.

## Награды
- Орден Дружбы (2016, Южная Осетия)[5]